# یواس‌اس ال‌اس‌تی-۴۷۳
یواس‌اس ال‌اس‌تی-۴۷۳ (به انگلیسی: USS LST-473) یک کشتی بود که طول آن ۳۲۸ فوت (۱۰۰ متر) بود. این کشتی در سال ۱۹۴۲ ساخته شد.